# ジュース・ファスト
ジュース・ファスト（Juice Fasting）もしくはジュース・クレンズ（Juice cleansing）は、果物ジュース・野菜ジュースのみを栄養源とし、他の食物の摂取を絶つことでデトックス効果を得るとする、論議の対象となる断食である。
数日から数週間にかけて行われる。使用するジュースは市販品ではなく、絞りたてのものが適するとされている。

## 動機
ジュース・ファストに着手する理由としては、心霊・宗教的なもの、デトックス、減量、喫煙・炭酸飲料の摂取・過食・カフェイン依存などの習慣的行動を止める試みなどがある。着手者は代替医療としてジュース・ファストを用い、慢性疼痛、癌、うつ病、関節炎、抗生物質が有効ではない重症感染症、自己免疫疾患などの病に有効であると信じる場合がある。また、他の方法と合わせて胆石の排出を助けることを目的とする場合もある。さらに別の理由として、特定の臓器や器官の治癒に集中することができると信ずる場合がある。

## 方法
ジュースには食物繊維が僅かであるか含まれていないため、ジュース・ファストの実行時には、胃腸の老廃物を効率的に除去するため浣腸、ハーブまたは塩水が瀉下薬として用いられる場合がある。別の方法としてオオバコの種子の殻をジュースに混ぜて用いる方法もある。殻は消化されることはないが水分を吸収して肥大し、排便を促進する効果がある。
糖分の過剰摂取を避け、栄養に富むジュースの比率は野菜80%・果物20%である。ジュースの賞味期限は72時間であり、この期間内に消費することが強く勧められている。

## 研究
減量を目的とする場合、身体活動を制限することなく1週間行われる。この場合、一時的に遊離コレステロールが減少する。しかし、ジュース・ファストが終了して1週間もすれば元に戻ることに注意が必要である。

## 副作用
ジュース・ファストを実施する場合、ビタミン・栄養の摂取に注意が必要となるが、特有の副作用はジュース・ファストによっては発生しない。ただしグレープフルーツを含むジュースの場合、いくらかの処方薬に有害な作用を引き起こす場合がある。

## 批判
大半の果物・野菜にはナトリウムが少量しか含まれていないため、低ナトリウム血症を引き起こす可能性がある。低ナトリウム血症は頭痛、衰弱から、意識朦朧、吐き気といった症状を引き起こす。

### デトックス
科学者、栄養士、医師には、デトックスに関してはウォーター・ファストより効果が薄く、金の無駄であるとする意見がある。ロンドン大学セント・ジョージ校の主任栄養士キャサリン・コリンズは、『デトックスは生理的な実体よりも商業的な神話である。ビタミン、ミネラル、瀉下薬を2日から1週間集中的に摂取することで、長期にわたる身体的な利益を得ることができるとする発想もまた、商業的な神話である』とした。デトックスは、その期間や方法にもよるが、筋肉量の減少、ジュース・ファスト終了後の不健康なリバウンドを含む様々な健康上の問題を引き起こすもので、とりわけ糖尿病の場合は薬の作用により低血糖の危険性がある